# Arapaima leptosoma
Arapaima leptosoma es una especie de pez osteoglosiforme de la familia Arapaimidae. Pertenece a un género considerado entre los de mayor tamaño entre la ictiofauna de agua dulce de todo el mundo. Habita en la cuenca del Amazonas.

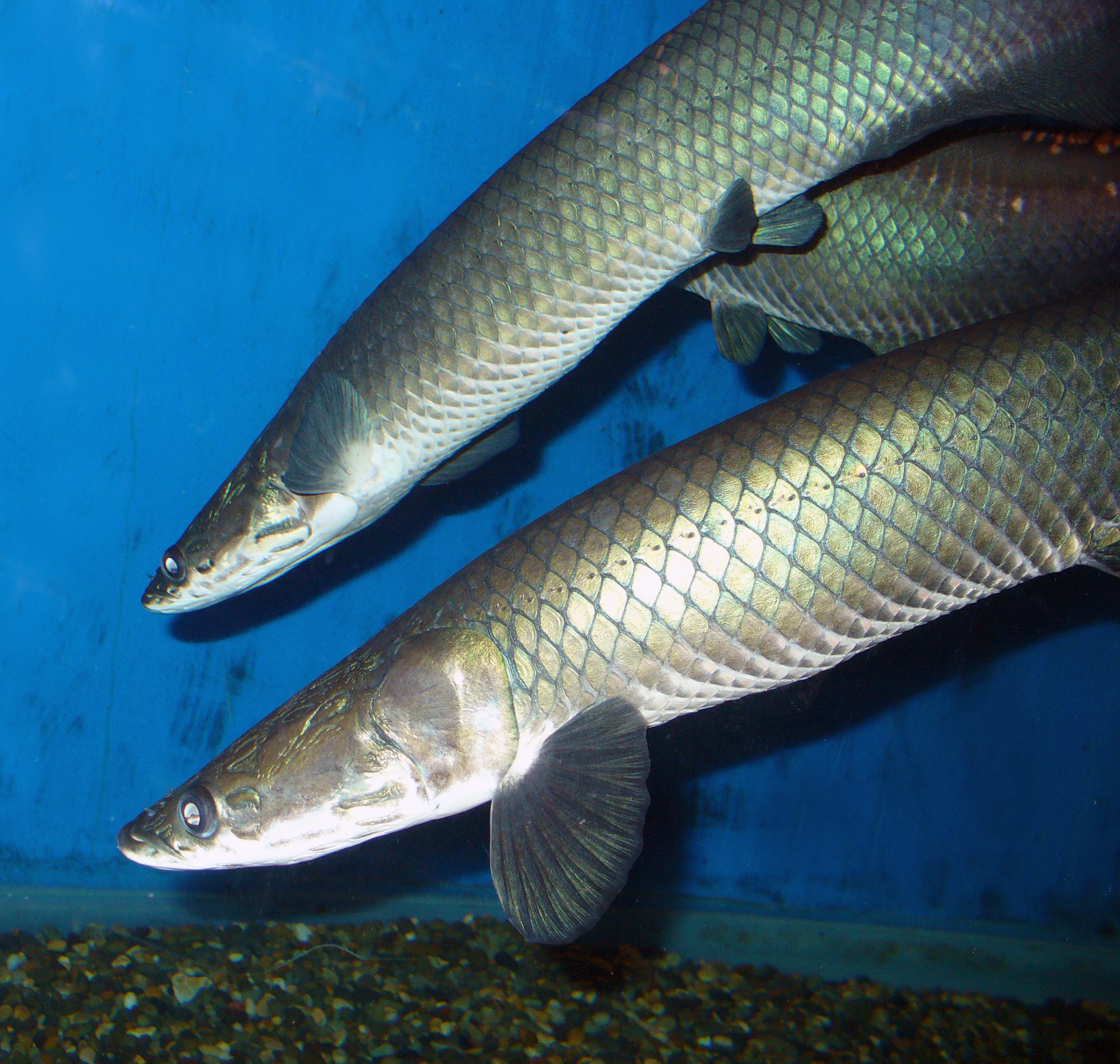
Arapaima leptosoma en un acuario de un zoo de Ucrania.

## Taxonomía
Esta especie fue descrita originalmente en el año 2013 por el ictiólogo Stewart.
La superficie ventral de la cabeza es casi plana, Se caracteriza, entre otros detalles, por tener extremadamente largo el cuarto infraorbitario, y por tener el cuerpo delgado. Posee relativamente ancho el pedúnculo caudal (6% del largo total contra el 4% en A. mapae y de A. agassizii). De esta última también se separa por tener 28 dientes en el maxilar (frente a 43 en A. agassizii)  y sobre una sola rama del dentario (30 a 32 frente a 44 en A. agassizii).  Se separa de A. gigas por tener los dientes del dentario en una sola fila (contra dientes dentarios en 2 a 2,5 filas irregulares en esa especie). Al igual que otros miembros de su género, este pez puede respirar directamente el aire atmosférico.
Se distribuye en aguas térmicamente tropicales del río Solimões, cerca de la confluencia con el río Purus, en el estado de Amazonas, Brasil.